# Michalina Krzyżanowska
Michalina Krzyżanowska (ur. 3 września 1883 w Warszawie, zm. 16 lipca 1962 tamże) – polska malarka.

## Życiorys
Pochodziła z rodziny ziemiańskiej, jej rodzice: Franciszek Piotruszewski i Maria z Andrzeykowiczów (1853–1939), pochodzili z Wołynia. Naukę malarstwa rozpoczęła pobierając prywatne lekcje u Miłosza Kotarbińskiego, w 1904 podjęła studia w warszawskiej Szkole Sztuk Pięknych w pracowni Konrada Krzyżanowskiego, z którym w 1906 zawarła związek małżeński. W trakcie studiów brała udział w organizowanych przez męża plenerach; w 1907 oboje wyjechali w podróż do Włoch i na Korsykę. Uczelnię ukończyła w 1909, Konrad Krzyżanowski równocześnie zrezygnował z pracy wykładowcy. Trzy lata później wyjechali do Londynu, a następnie do Paryża, gdzie artystka doskonaliła umiejętności malarskie w Académie Ranson u Maurice Denisa. 
W 1914 Krzyżanowscy powrócili do Warszawy, lecz po wybuchu I wojny światowej udali się do krewnych osiedlonych na Wołyniu. W 1917 zamieszkali w Kijowie, gdzie Konrad Krzyżanowski wykładał w Polskiej Szkole Sztuk Pięknych. W 1918 powrócili do Warszawy, gdzie mąż artystki wznowił działalność prywatnej szkoły malarskiej. Michalina Krzyżanowska uczestniczyła w plenerach organizowanych dla uczniów w Płocku, Kartuzach i Chmielnie. Po śmierci męża w 1922 uaktywniła się jako malarka, wstąpiła do Towarzystwa Zachęty Sztuk Pięknych i zaczęła uczestniczyć w wystawach organizowanych w kraju i zagranicą. 
W czasie okupacji niemieckiej była łączniczką Henryka Józewskiego (swojego bliskiego znajomego sprzed wojny) w piłsudczykowskiej grupie konspiracyjnej „Polska Walczy” (Grupa „Olgierda”). Utrzymywała łączność z  Zygmuntem Kubickim, przekazywała mu korespondencję od Józewskiego i odbierała prasę innych organizacji konspiracyjnych oraz informacje z nasłuchu radiowego. Kolportowała również prasę wydawaną przez „Polska Walczy” (Grupę „Olgierda”). 
Od wiosny 1945, po wznowieniu przez Józewskiego działalności podziemnej, tym razem w konspiracji antykomunistycznej, stała się jedną z jego najbliższych współpracowniczek. Pełniła obowiązki kolporterki czasopisma „Polska Niezawisła” oraz łączniczki; od 1947 r. ukrywała się przed komunistyczną bezpieką.W 1953 została aresztowana i skazana na 5 lat więzienia; zwolniono ją dwa lata później. W tym czasie jej obrazy oraz spuścizna po mężu zostały zdeponowane w magazynach Muzeum Narodowego w Warszawie.
Tworzyła w nurcie ekspresjonizmu pod silnym wpływem męża, malowała przede wszystkim pejzaże, rzadko portrety.
Zmarła w Warszawie. Pochowana na cmentarzu Powązkowskim (kwatera 234-5-5,6).

## Ordery i odznaczenia
- Złoty Krzyż Zasługi (11 listopada 1934)[6]